# Ligamento colateral lateral
Ligamento colateral lateral (LCL) é um ligamento do joelho.

## Imagens adicionais

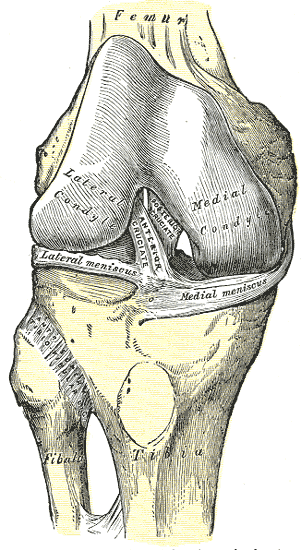
Articulação do joelho direito, vista de frente, mostrando seus ligamentos internos.
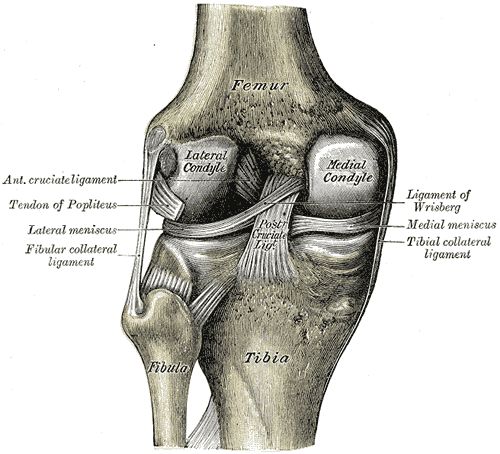
Articulação do joelho esquerda, vista por trás, mostrando seus ligamentos internos.
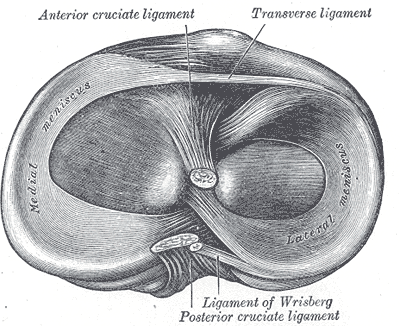
Cabeça da tíbia direita vista por cima, mostrando os meniscos e junções dos ligamentos.
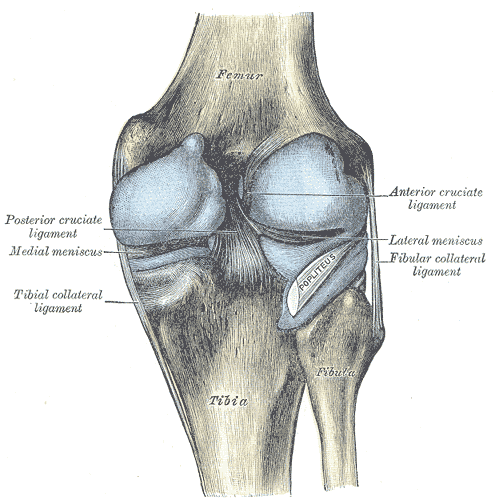
Cápsula da articulação do joelho direito (distendida). Visão posterior.